# پلاک سازنده
پلاک سازنده معمولاً صفحه ای فلزی است که به وسایل نورد، هزارچرخ‌ها، تجهیزات سنگین، کامیون‌ها، خودروها، لوازم خانگی بزرگ، پل‌ها، کشتی‌ها و غیره متصل می‌شود. اطلاعاتی مانند نام سازنده، مکان و کشور سازنده، شماره مدل، شماره سریال، و همچنین تاریخ ساخت یا تاریخ برساخت کالا یا واحد را ارائه می‌کند.

## نگارخانه

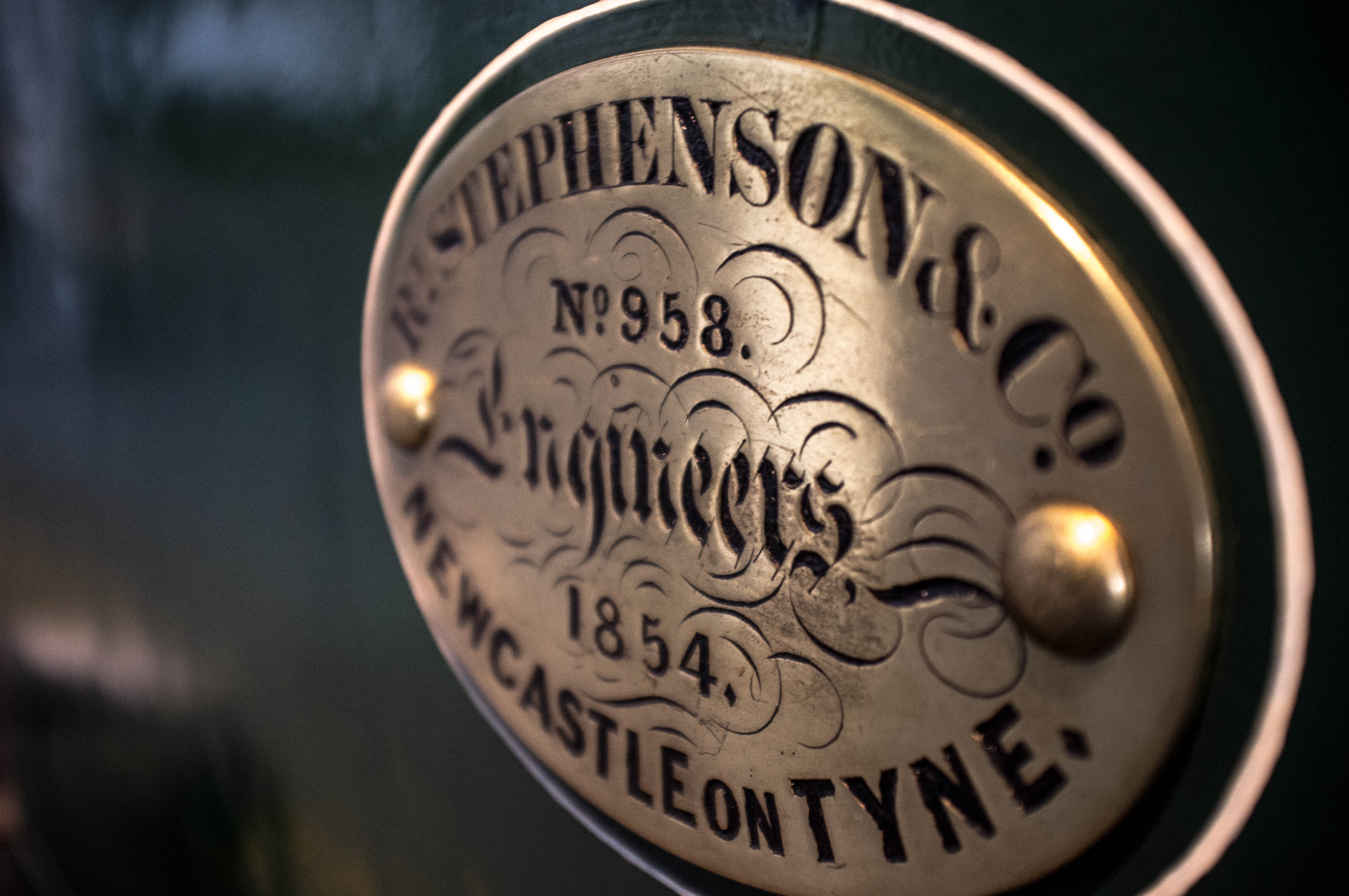
لوکوموتیو شماره 1 راه آهن دولتی نیو ساوت ولز . پلاک سازنده ۹۵۸
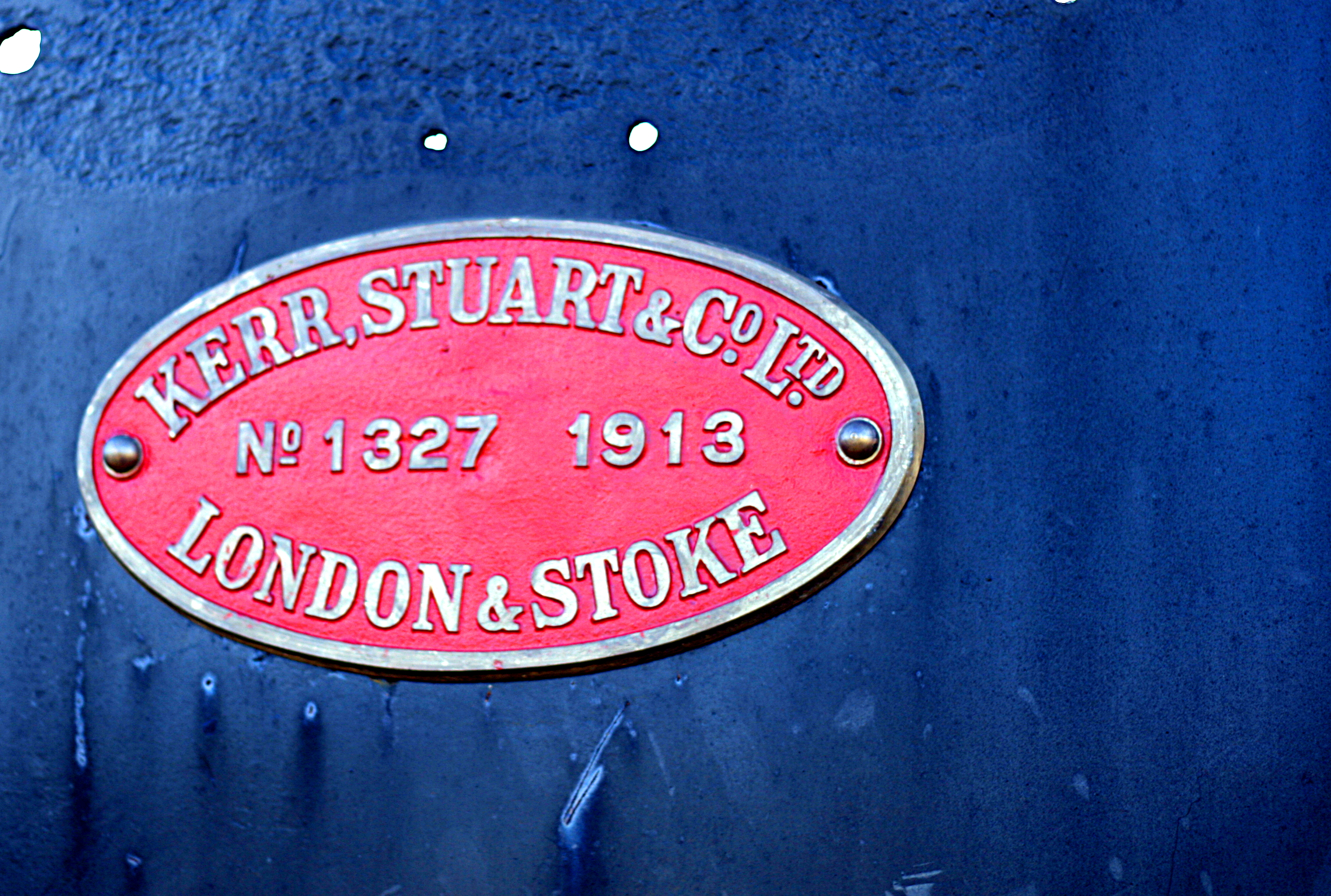
کر، استوارت و شرکت
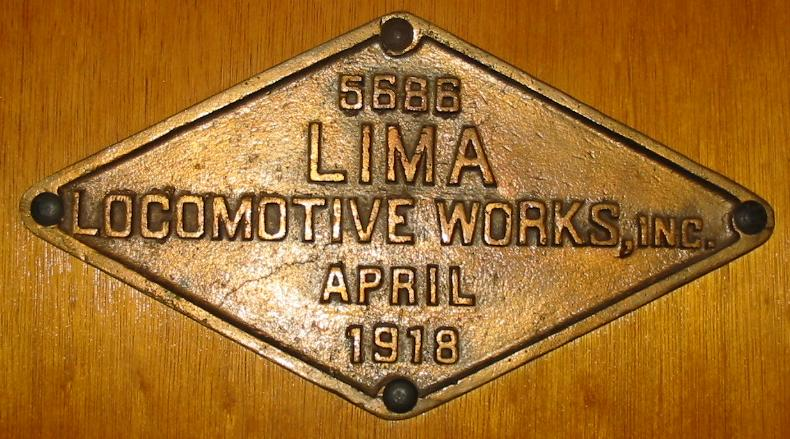
لیما لوکوموتیو وُرکز
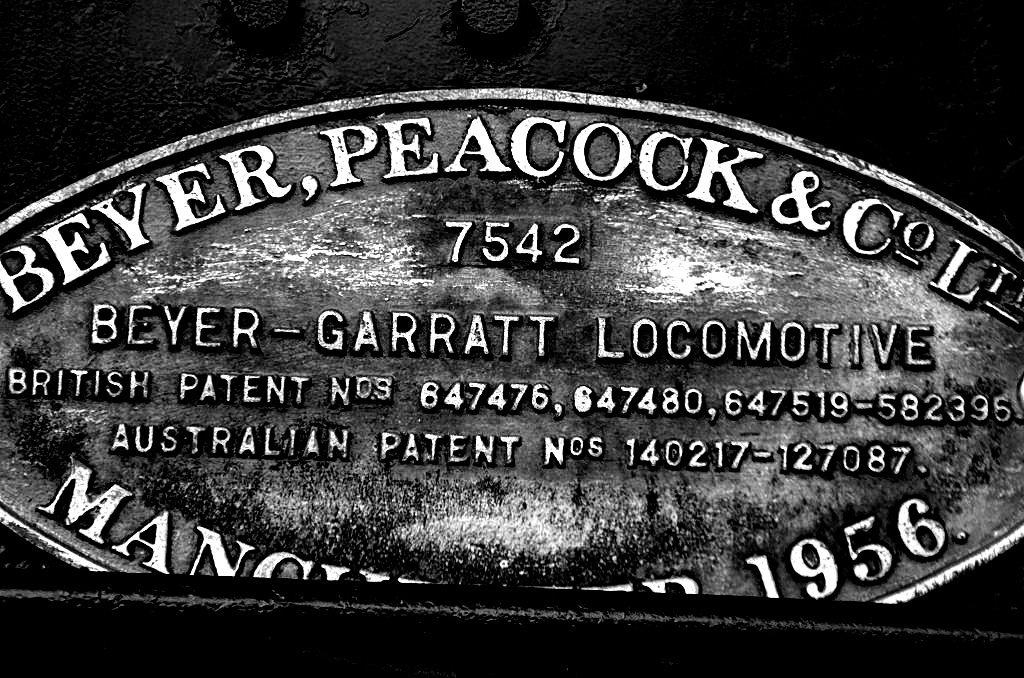
لوکوموتیو کلاس نیو ساوت ولز AD60 بیر، پیکوک و شرکت . پلاک سازنده
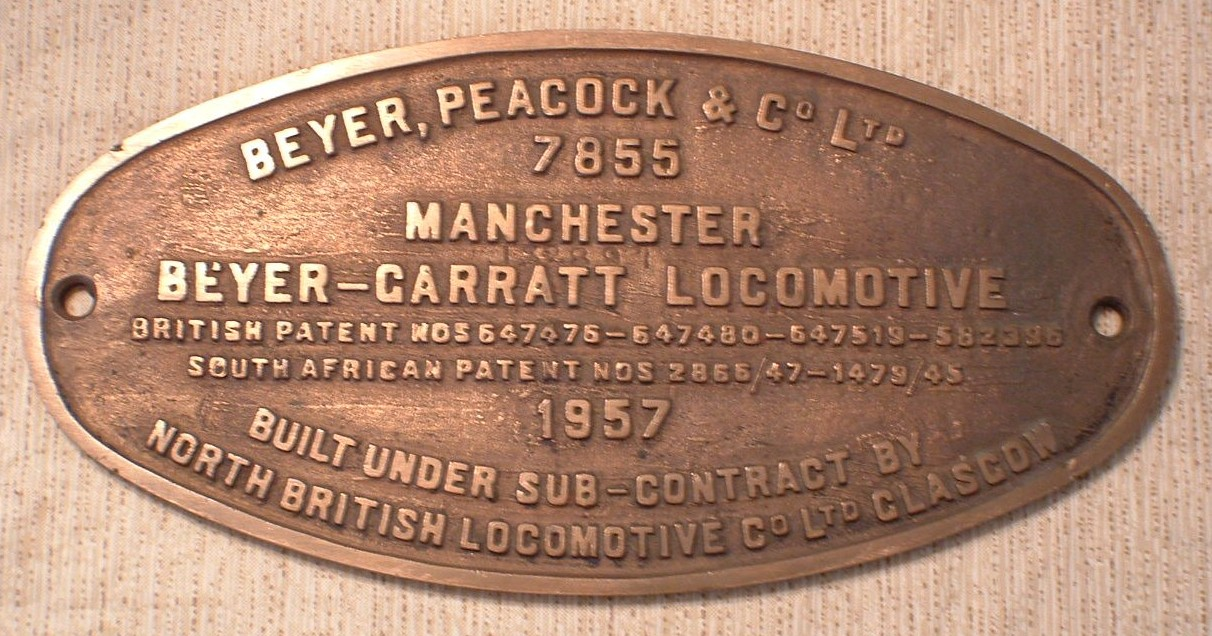
پلاک کار BP و NBL (کلاس آفریقای جنوبی GMA 4-8-2+2-8-4 ) شماره. ۴۱۴۰.
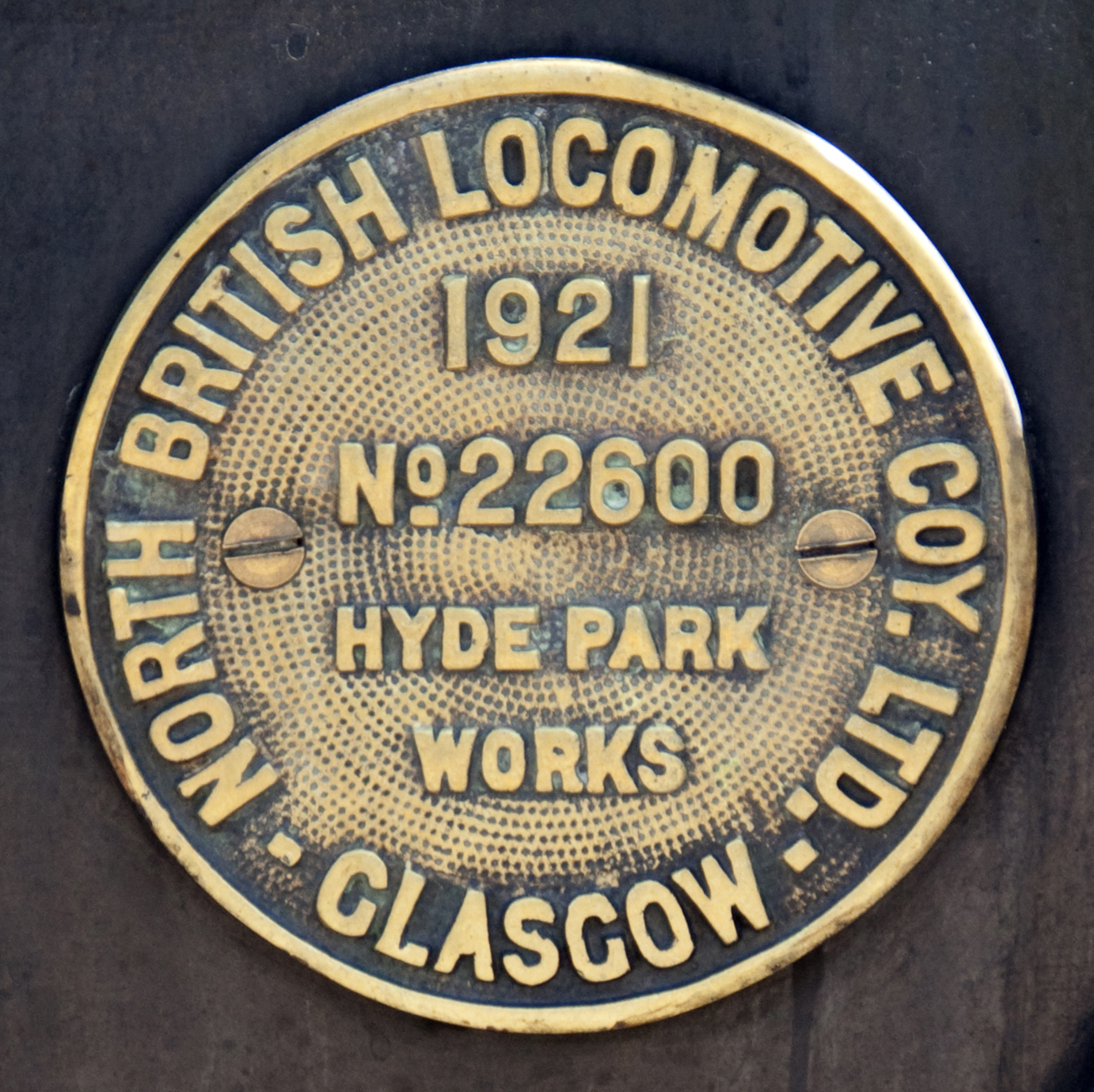
پلاک سازنده NBL.
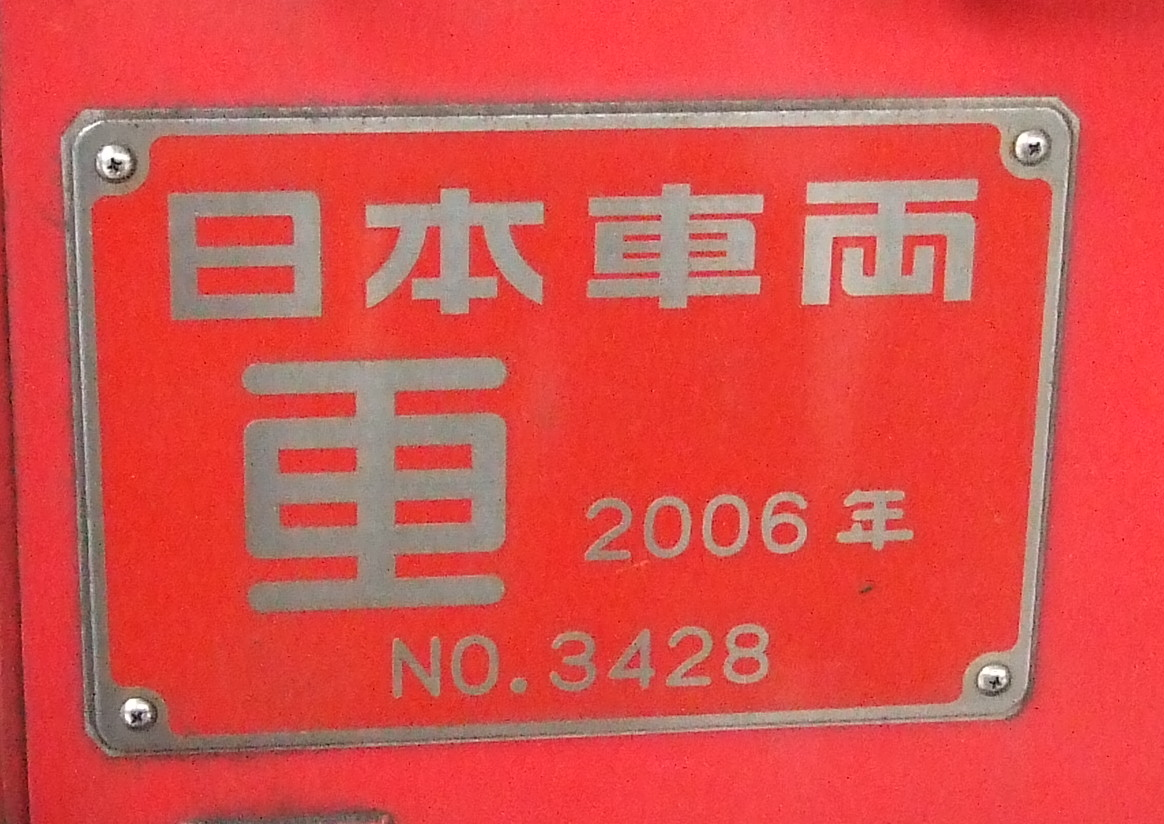
پلاک سازنده نیپون شاریو.
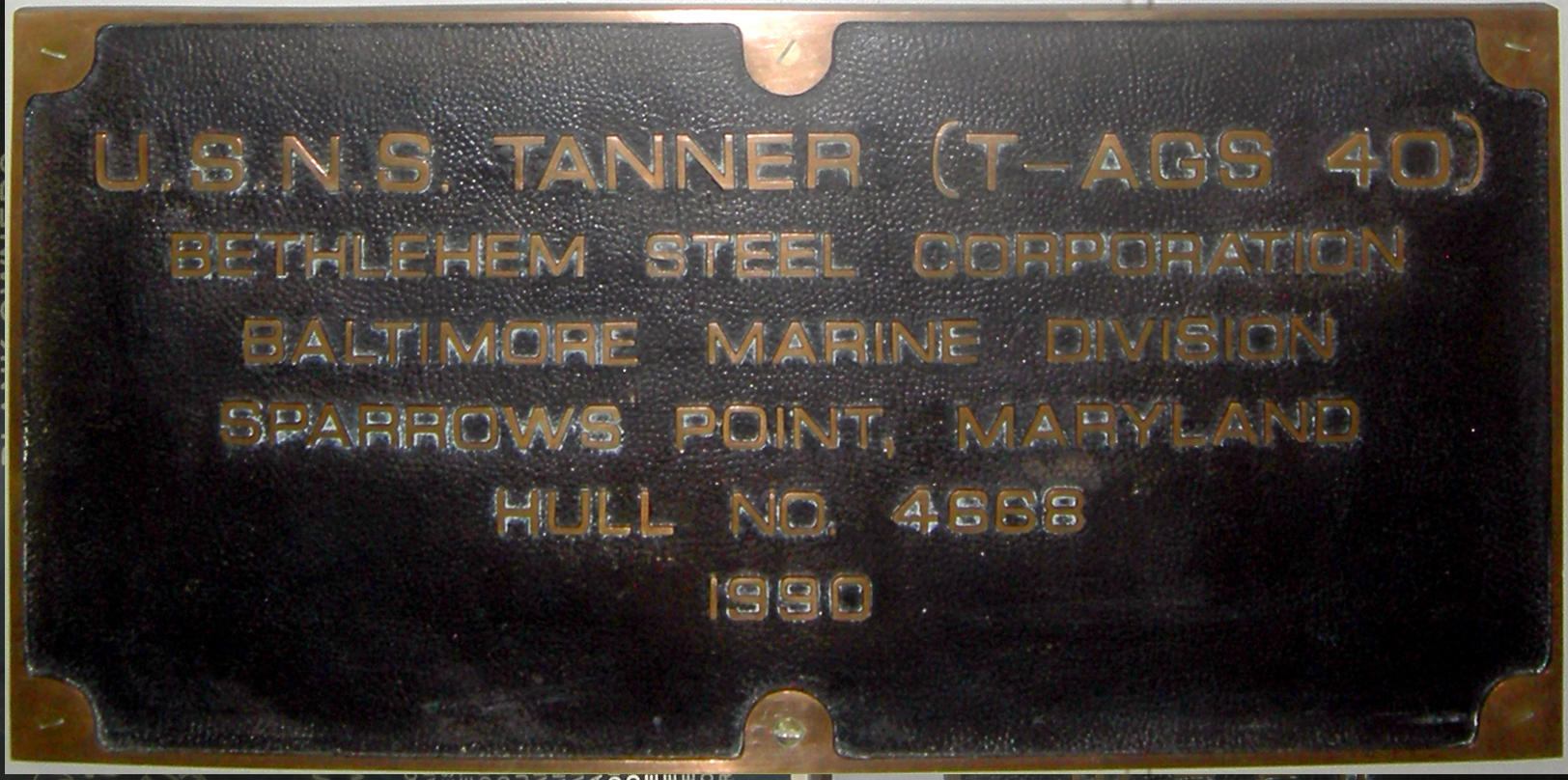
پلاک کشتی ساز TS ایالت مین (به عنوان USNS Tanner).
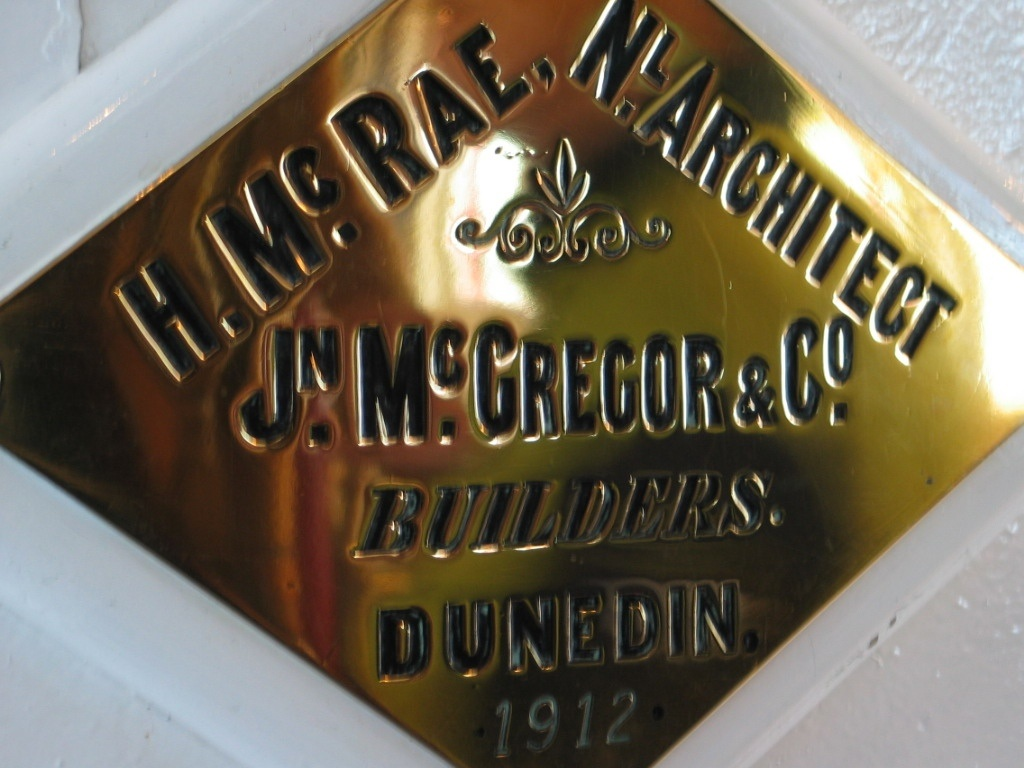
پلاک سازندگان تی‌اس‌اس ارنسلو .
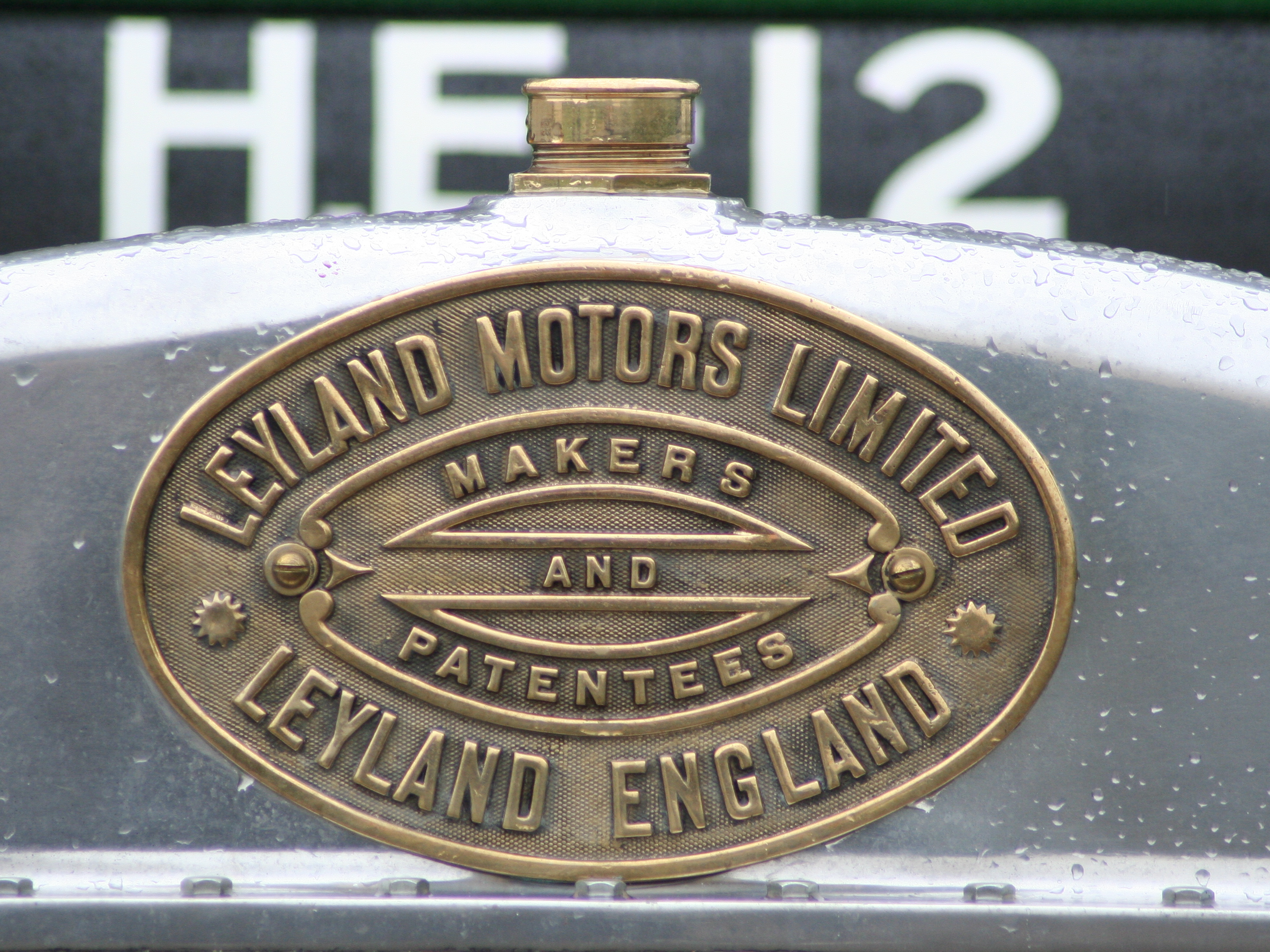
پلاک سازنده لیلاند موتورز.
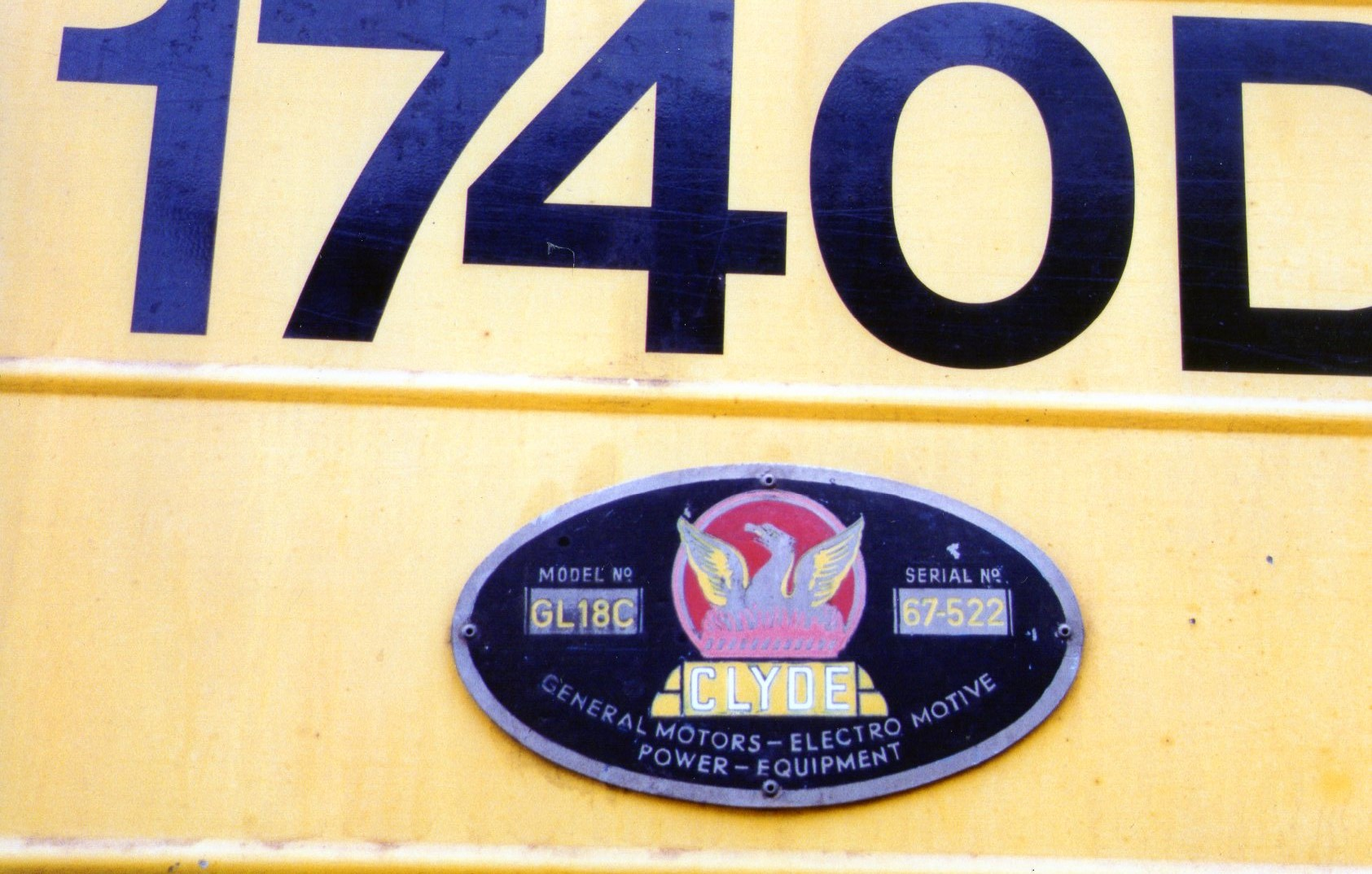
پلاک سازنده شرکت مهندسی کلاید در کلاس ۱۷۴۰ راه آهن کوئینزلند
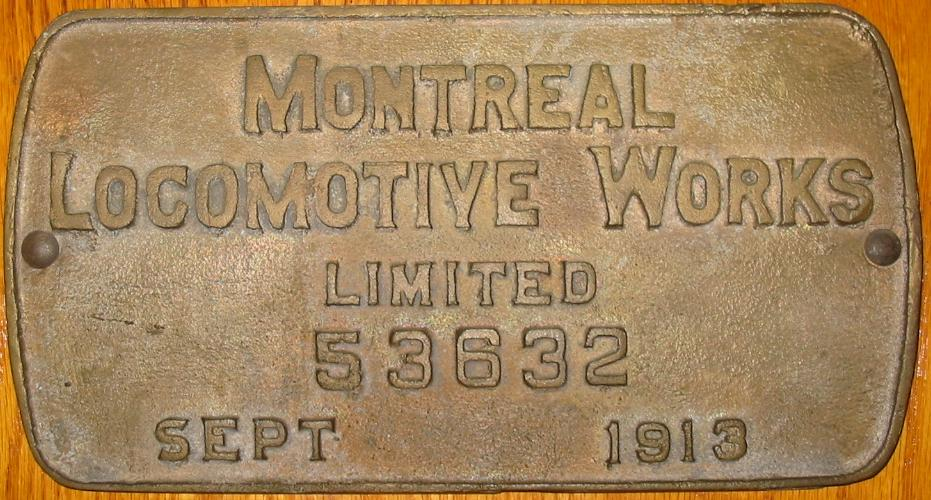
پلاک سازنده لوکوموتیو ورکز مونترال
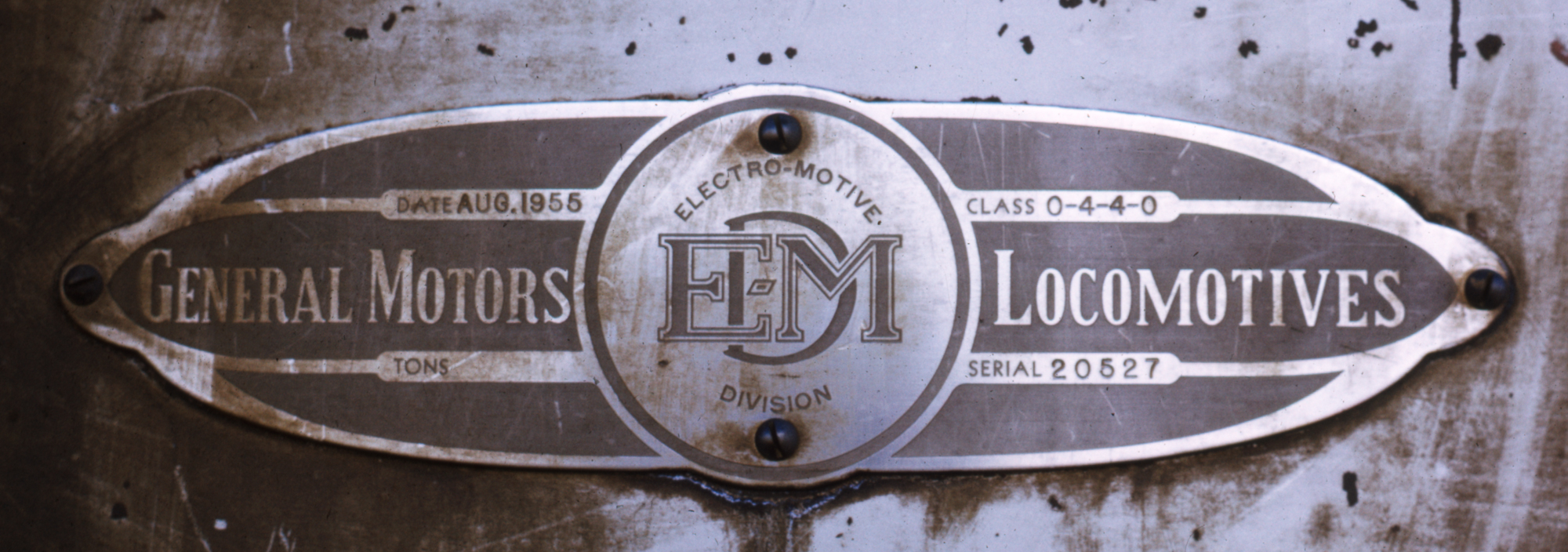
لوکوموتیو پلاک سازنده ئی‌ام‌دی اف۹ (A) D&RGW 5771
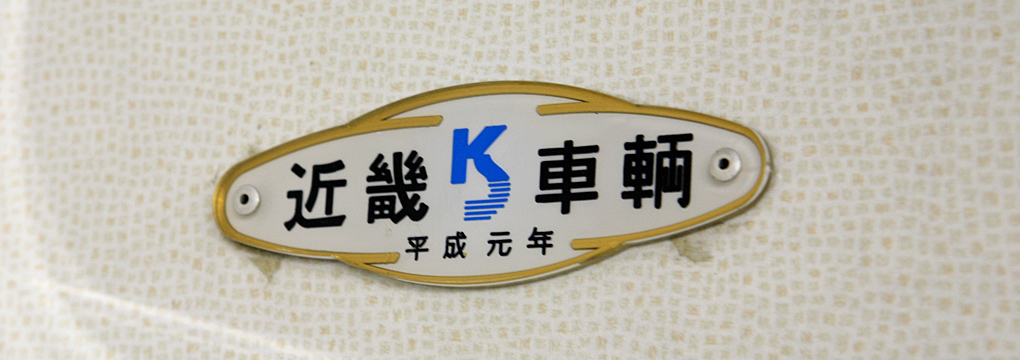
پلاک سازنده کینکی شاریو
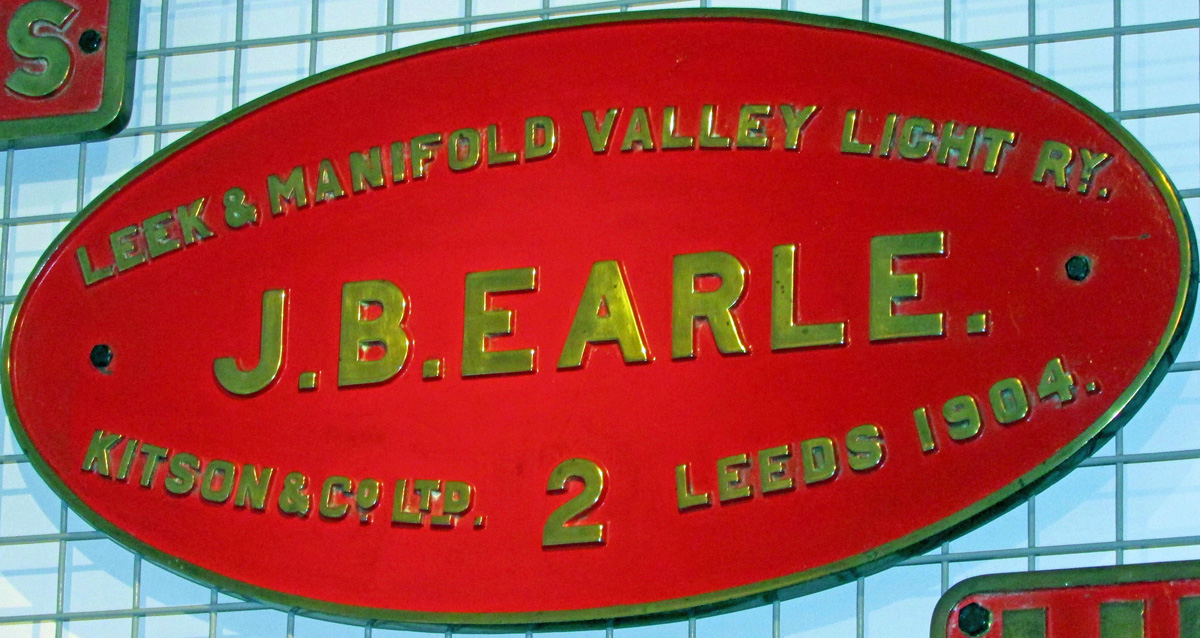
پلاک سازنده  کیتسون متعلق به سال ۱۹۰۴ از تاوین در موزه تاوین در راه آهن تالیلین به نمایش گذاشته شد.
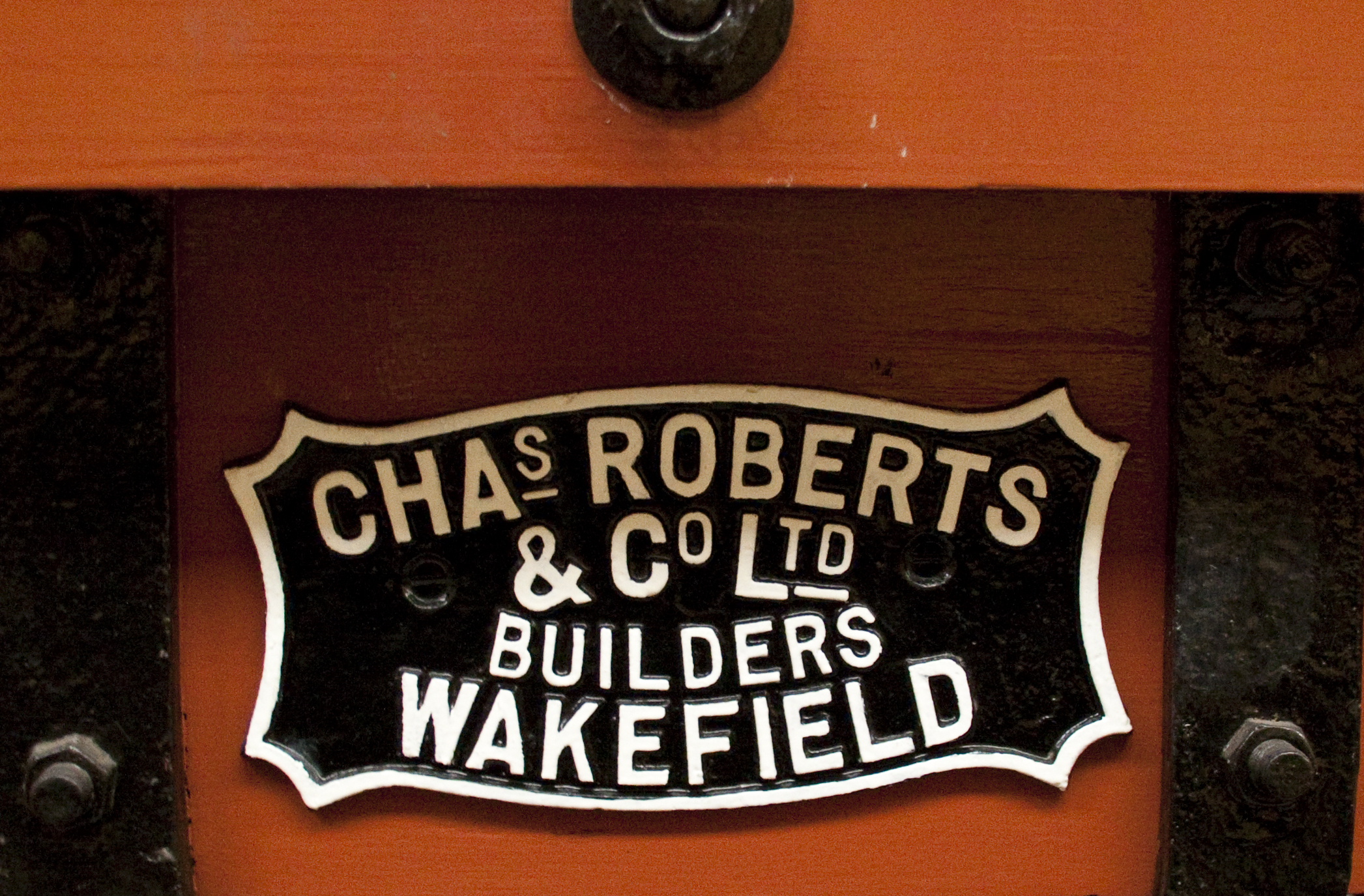
پلاک سازنده  چارلز رابرتز و شرکت روی واگن نگهداری شده
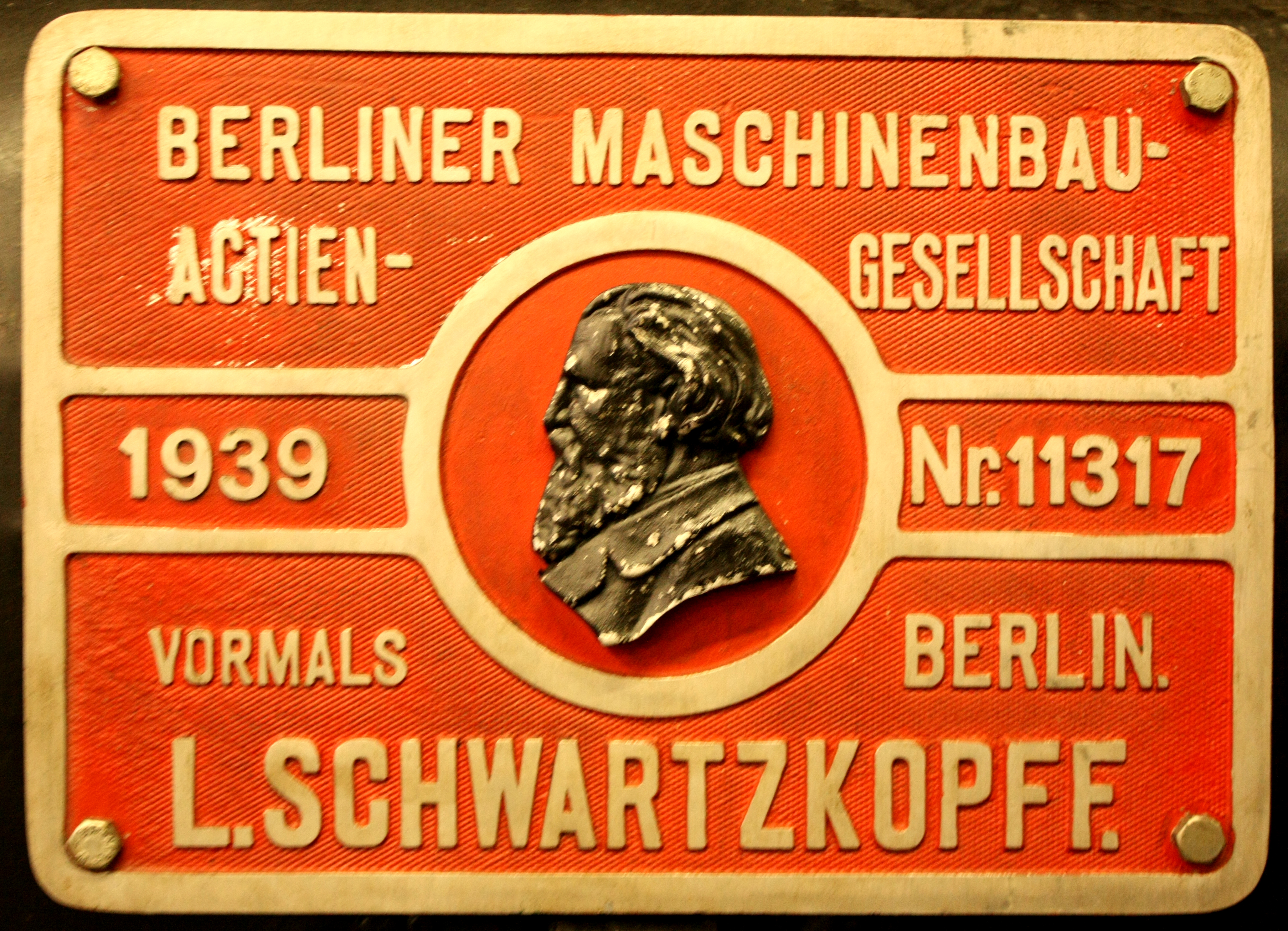
پلاک سازنده برلینر ماشیننبائو روی یک لوکوموتیو بخار
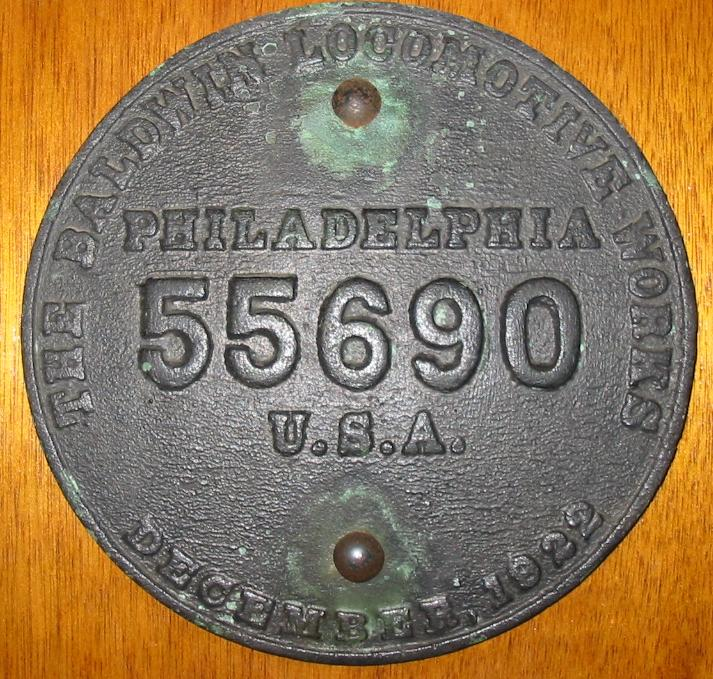
پلاک سازنده بالدوین لوکوموتیو ورکز، ۱۹۲۲
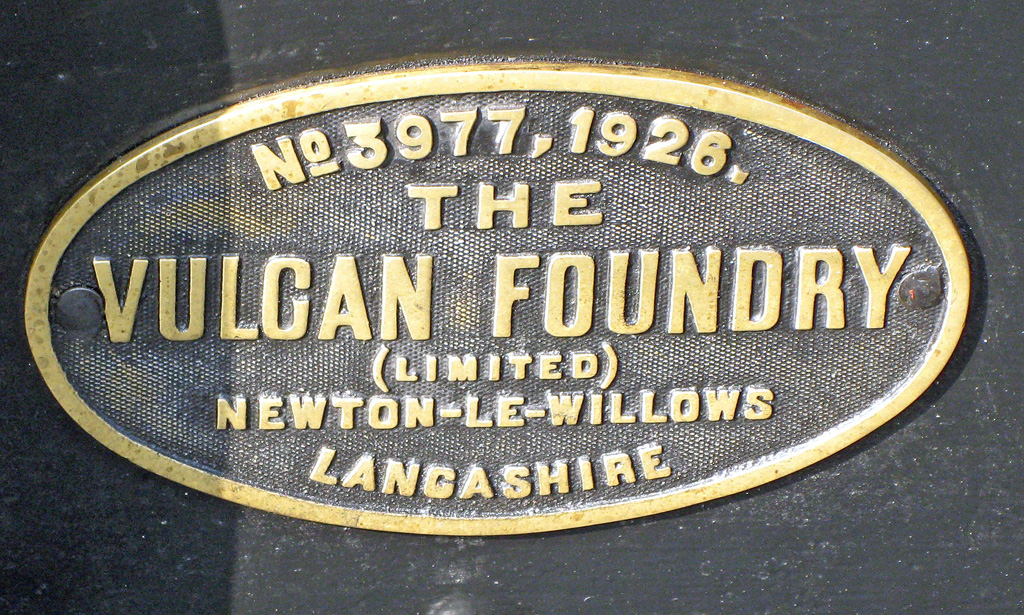
پلاک سازنده Vulcan Foundry Works شماره ۳۹۷۷ سال ۱۹۲۶ در LMS Fowler Class 3F شماره ۴۷۴۰۶ در سال ۲۰۱۲
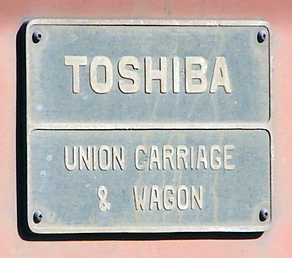
توشیبا ، + اتحادیه کالسکه و واگن سازندگان لوکوموتیو کلاس 10E2 آفریقای جنوبی
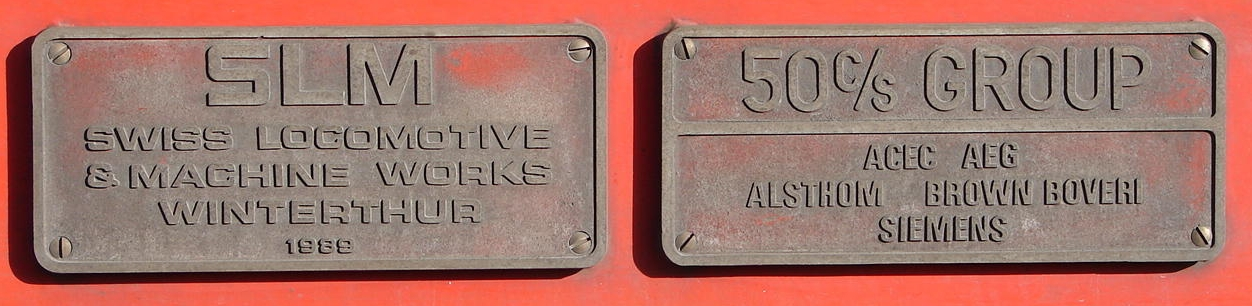
پلاک‌های سازنده پلاک. ۱۴-۰۰۱
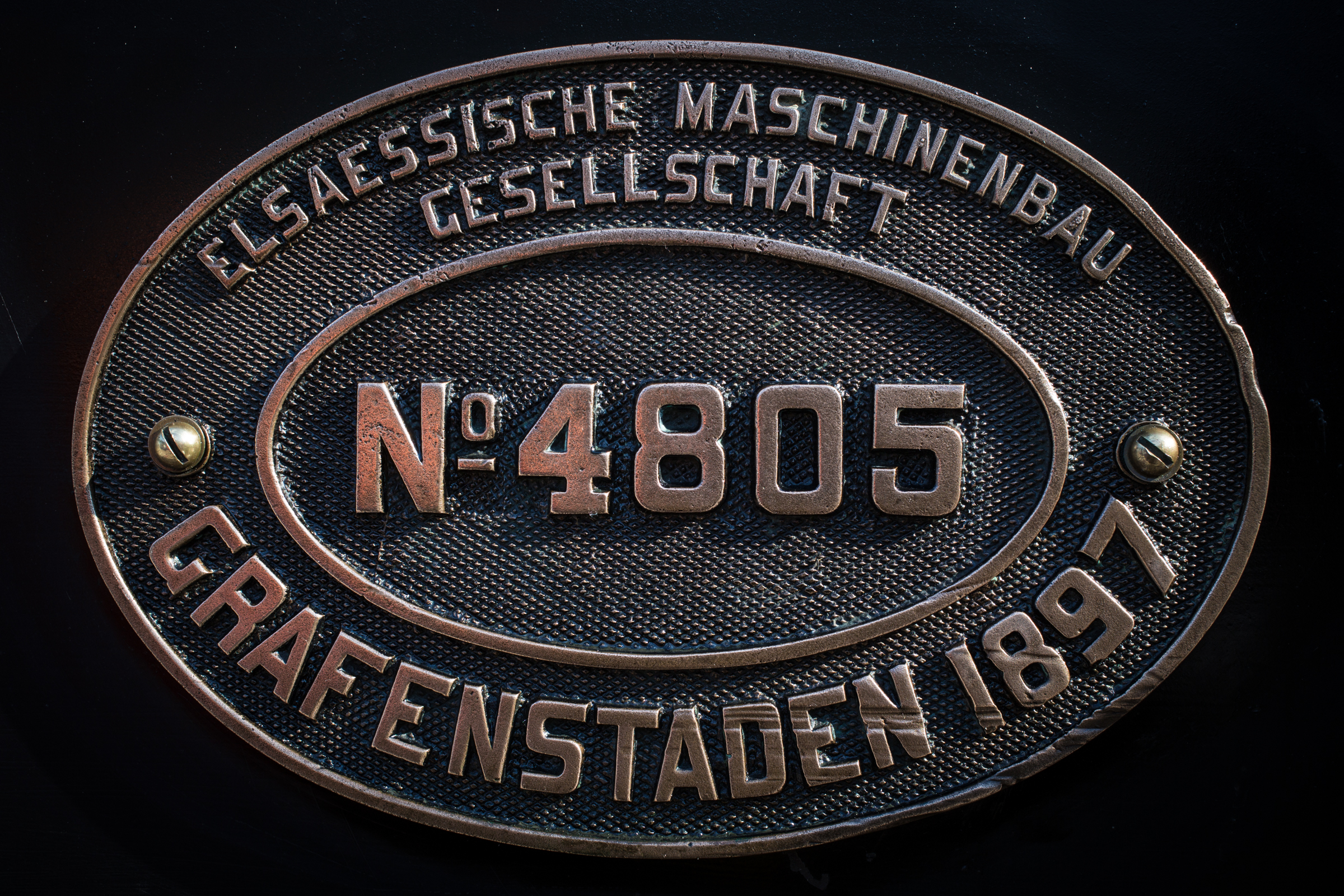
پلاک سازنده EM-GG NR 4805.